# Эйтель Фридрих III Гогенцоллерн
Эйтель Фридрих III Гогенцоллерн (1494 — 15 января 1525, Павия) — граф Гогенцоллерн (1512—1525).

## Биография
Младший сын графа Эйтеля Фридриха II Гогенцоллерна (1452—1512) от брак с Магдаленой (1460—1496), единственной дочерью маркграфа Фридриха Бранденбургского.
В июне 1512 года после смерти своего отца Эйтель Фридрих III унаследовал графство Гогенцоллерн.
Граф Эйтель Фридрих III был крупным советником и великим камергером императора Священной Римской империи Максимилиана I. Он, как и его отец, поддерживал хорошие отношения с Габсбургами. Он также являлся имперским обер-камергером и капитаном сеньории Хохенберг.
Граф Эйтель Фридрих Гогенцоллерн скончался в 1525 году в Павии. Возможно, он был отравлен. В Павии он служил капитаном полка ландскнехтов. Он был похоронен в Кафедральном соборе Павии.

## Семья и дети
В 1515 году Эйтель Фридрих Гогенцоллерн женился на Иоганне фон Виттем (ум. 1544), дочери Филиппа, господина Берсела и Баутерсема. Их дети:
- Карл I (1516—1576), граф Гогенцоллерн (1525—1576). Женат с 1537 года на маркграфине Анне Баден-Дурлахской (1512—1579)
- Ферфрид (умер в молодости)
- Анна (ум. 1574)
- Маргарита (умерла в молодости)
- Эйтель Фридрих (ум. 1544), погиб при осаде Сен-Дизье
- Феликс Фридрих (ум. 1550)
- Иоганна (ум. 1550), жена с 1539 года барона Якоба III, сенешаля Вальдбурга-Траухбурга